# Egon Schiele: Tod und Mädchen
Egon Schiele: Tod und Mädchen ist eine österreichisch-luxemburgische Koproduktion aus dem Jahr 2016. Der unter der Regie von Dieter Berner entstandene Spielfilm erzählt aus dem Leben des österreichischen Malers Egon Schiele. Die Premiere erfolgte am 26. September 2016 im Rahmen des Zurich Film Festivals. Die Österreich-Premiere erfolgte am 5. Oktober 2016 im Wiener Gartenbaukino, der Kinostart in Österreich am 7. Oktober 2016 und in Tschechien am 10. November 2016. In Deutschland kam der Film am 17. November 2016 in die Kinos, in Frankreich am 16. August 2017.

## Handlung

Egon Schiele: Tod und Mädchen, 1915, Belvedere, Wien

Erzählt wird die Beziehung zwischen dem Maler Egon Schiele und fünf für ihn bedeutenden Frauen: das sind neben seiner jüngeren Schwester Gerti vor allem seine Geliebte Wally Neuzil, seine Ehefrau Edith Harms und seine Schwägerin Adele sowie die Varieté-Tänzerin Moa Nahuimir. Nach dem Tod des Vaters reist der sechzehnjährige Egon zusammen mit seiner zwölfjährigen Schwester Gerti 1906 ans Meer nach Triest, um sie dort zu malen. Gerti wird zu seiner ersten Muse. 
In den folgenden Jahren erarbeitet er sich einen Ruf als provokativer Künstler, seine Werke werden von der Wiener Gesellschaft als skandalös betrachtet, er wird wegen angeblicher Schändung einer Dreizehnjährigen vor Gericht gestellt. Trotz alledem sagt ihm sein Gönner und väterlicher Freund Gustav Klimt eine große Zukunft voraus. Egon verliebt sich in Wally Neuzil, die er im titelgebenden Gemälde Tod und Mädchen verewigt. 
1915 heiratet er seine Nachbarin Edith Harms, sie fordert von Egon den Bruch mit Wally. Kurz vor Ende des Ersten Weltkriegs erkrankt Schiele im Herbst 1918 an der Spanischen Grippe und liegt im Sterben. Während Gerti versucht, das Leben ihres Bruders zu retten, werden Erinnerungen an andere Frauen wach, die Schiele und seine Kunst wesentlich beeinflussten.

## Produktion
Die Dreharbeiten fanden in zwei Blöcken ab dem 17. Februar 2015 sowie nach einer Pause ab dem 29. Juli 2015 an insgesamt 40 Drehtagen statt; gedreht wurde in Wien, Niederösterreich, Luxemburg, Český Krumlov und Triest. Unterstützt wurde der Film vom Österreichischen Filminstitut, dem Filmfonds Wien sowie Filmstandort Austria, dem Land Niederösterreich, dem Filmfonds Luxemburg, Eurimages, und auch der Österreichische Rundfunk war beteiligt. 
Produziert wurde der Film von Novotny & Novotny Filmproduktionen, Koproduzent war Amour Fou Luxemburg. Für den Ton zeichnete Philippe Kohn verantwortlich, für das Kostümbild Uli Simon und für das Szenenbild Götz Weidner.
Das Drehbuch entwickelte Hilde Berger zusammen mit Regisseur Dieter Berner ausgehend von ihrem biografischen Roman Tod und Mädchen: Egon Schiele und die Frauen (Boehlau-Verlag, 2009).
Der Trailer zum Film wurde von Facebook mit der Begründung gesperrt, dass dieser Nacktbilder zeige; der Film ist in Deutschland ab 12 Jahren freigegeben, was nicht für pornografische oder jugendgefährdende Inhalte spricht. Der Film-Verleih bezeichnete den Umstand, dass Egon Schiele auch zu Lebzeiten vor Gericht dem Vorwurf der Pornografie ausgesetzt war, als „unzeitgemäße Parallele“.

## Rezeption
Die Tageszeitung Kurier urteilte über den Film: eine packende Story aus Erotik, Liebe, Drama und Eifersucht. DerStandard.at kritisierte hingegen die mangelnde Leidenschaft und schrieb: Die Bilder haben einen Hang zum Gediegenen und trotz der "Nackerten" ist der Film nicht nur schmuddelfrei, sondern geradezu hochkeusch und gänzlich unkörperlich.
Die Wiener Zeitung lobte den Film als stimmiges, famos gespieltes Künstlerporträt, der ein sehr authentisches Bild von Wien am Ende des Ersten Weltkriegs zeichnet, ebenso wie das Ensemble, allen voran Riegner, Saavedra und Pachner. Die Tageszeitung Die Presse bezeichnete den Film als solide, aber blass, [...] der seltsam unbestimmt lässt, was diesen Mann bewegt hat.

## Auszeichnungen

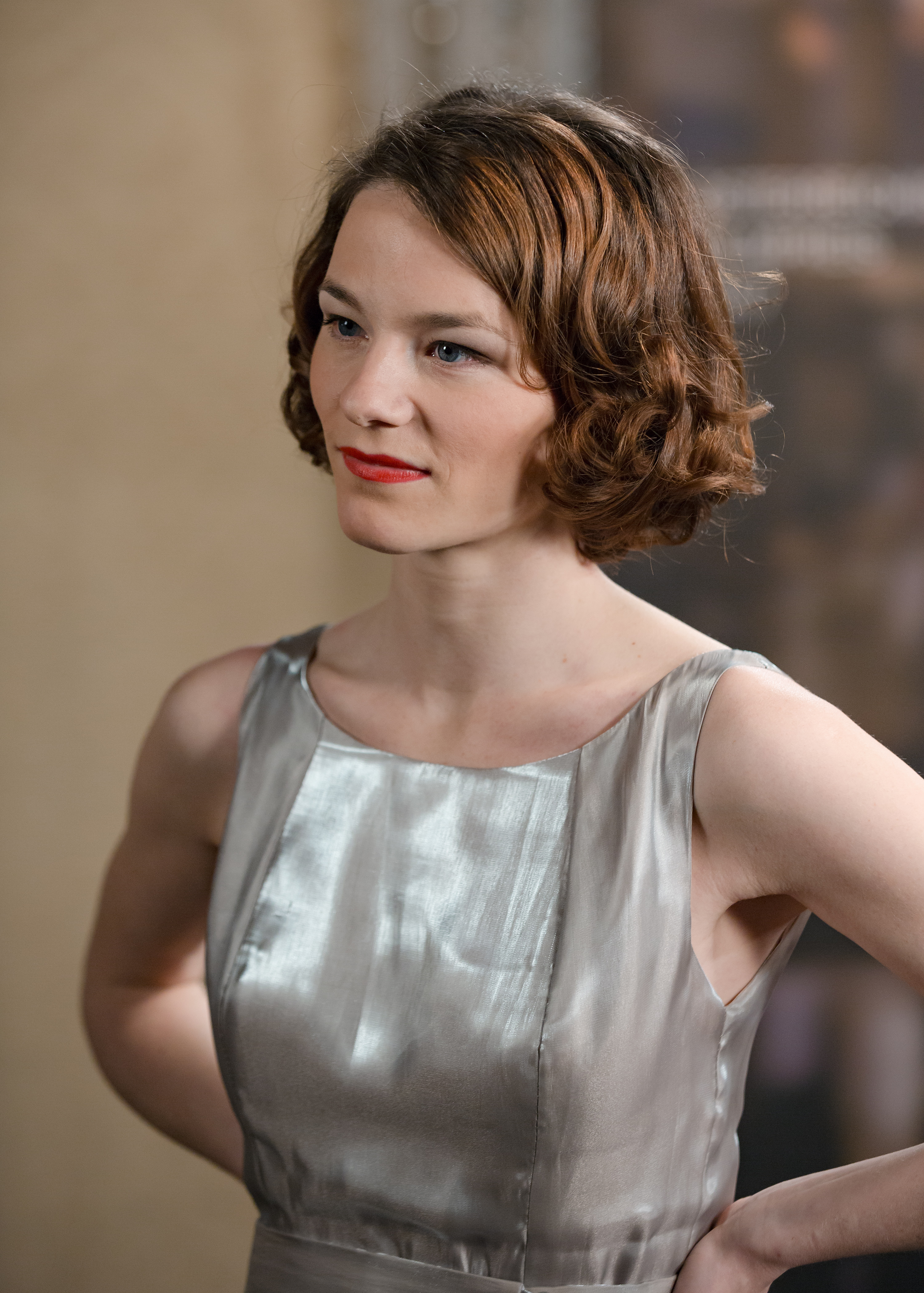
Valerie Pachner (Österreichischer Filmpreis 2017)

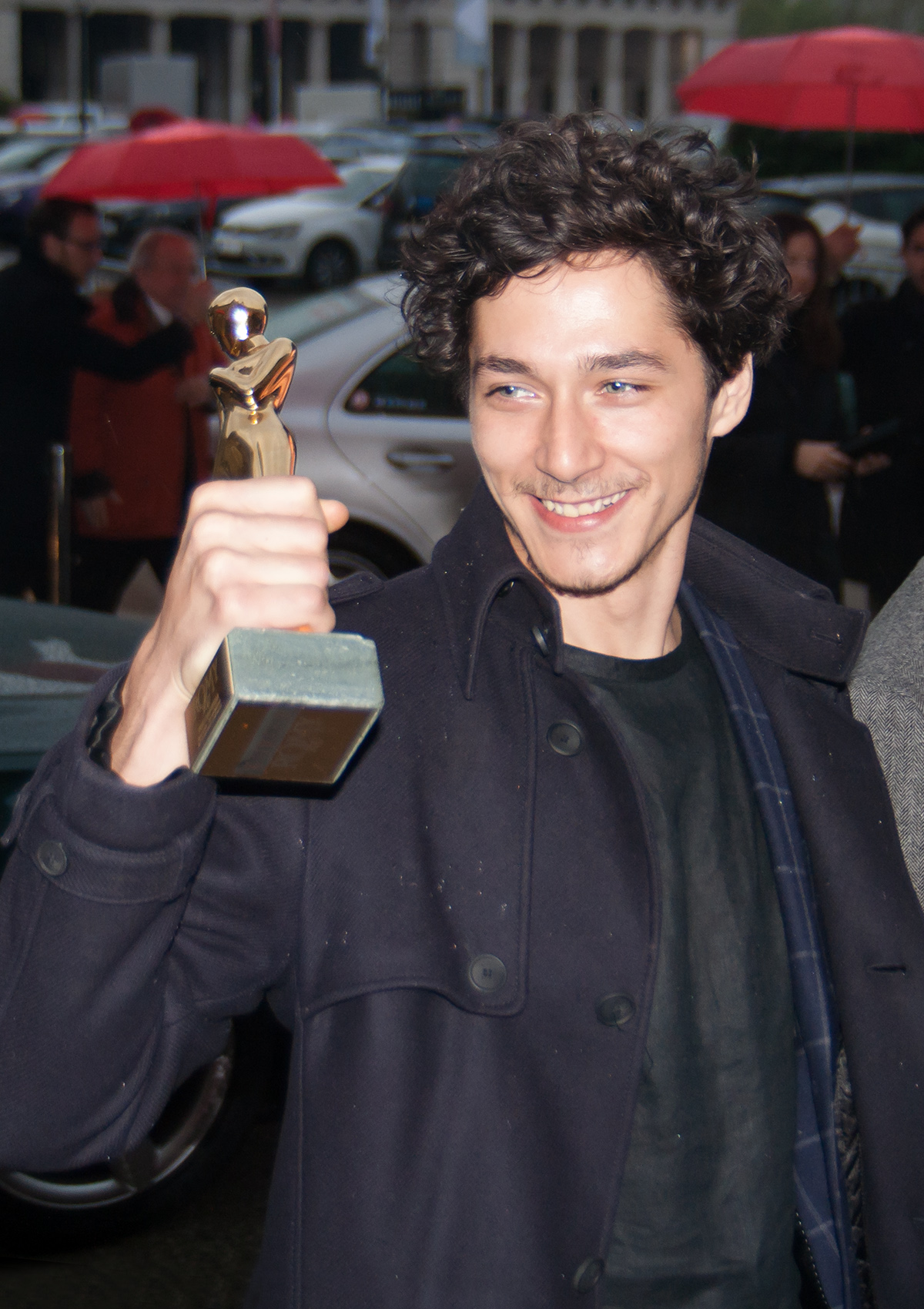
Noah Saavedra (Romy 2017)

Nachdem die Academy of Motion Picture Arts and Sciences den Film Vor der Morgenröte als österreichischen Beitrag für den Auslandsoscar bei der Oscarverleihung 2017 wegen der Unausgewogenheit der kreativen Beteiligung abgelehnt hatte, wurde Egon Schiele: Tod und Mädchen als einer der Alternativkandidaten genannt.
Im Rahmen des Österreichischen Filmpreises 2017 wurde der Film in den Kategorien Bester Spielfilm, Beste weibliche Darstellerin (je eine Nominierung für Valerie Pachner und Maresi Riegner), Beste Regie und Bestes Drehbuch nominiert. Valerie Pachner wurde als beste weibliche Darstellerin ausgezeichnet. Im Rahmen der Romyverleihung 2017 wurde der Film in den Kategorien Bestes Buch Kino-Film und Bester Produzent Kino-Film ausgezeichnet, Valerie Pachner und Noah Saavedra wurden als beste Nachwuchsschauspieler ausgezeichnet. Außerdem war der Film in der Kategorie Bester Kinofilm nominiert. Noah Saavedra erhielt den New Faces Award 2017 als bester Nachwuchsschauspieler.